# Jakob Littner
Jakob Jenö Littner (* 17. April 1883 in Budapest; † 6. Mai 1950 in New York) war ein jüdischer Briefmarkenhändler und Überlebender des Holocaust, dessen autobiografischer Bericht Mein Weg durch die Nacht dem Schriftsteller Wolfgang Koeppen als Vorlage für seinen Roman Jakob Littners Aufzeichnungen aus einem Erdloch (1948, neu veröffentlicht 1992) diente.

## Leben
Seit 1911 war Littner in München Mitinhaber einer Briefmarkenhandlung. Aufgrund einer von den Nationalsozialisten erlassenen Verordnung bezüglich der Ausweisung polnischer Juden aus Deutschland wurde er im Oktober 1938 ohne Vorwarnung verhaftet. Da er einen polnischen Pass besaß, sollte er ebenfalls nach Polen deportiert werden. Dort wurde ihm die Einreise jedoch verweigert, so dass er zunächst nach München zurückkehren konnte.
Während der Novemberpogrome wurde sein Geschäft am 9. November 1938 verwüstet. Littner lebte fortan in einem Versteck, bevor er München am 1. März 1939 zunächst in Richtung Prag verließ. Als die Stadt wenig später von der Wehrmacht besetzt wurde und es zur Zerschlagung der Tschechoslowakei kam, floh er über Krakau schließlich ins Umland von Tarnopol, das im September 1939 zunächst von sowjetischen Truppen besetzt wurde. Nach dem Einmarsch der Wehrmacht in die Sowjetunion im Juli 1941 wurden Littner, seine Lebensgefährtin Janina Korngold und deren Sohn Richard mit rund 5000 weiteren Juden in einem von der SS eingerichteten Ghetto in der Kleinstadt Sbarasch zusammengefasst, aus dem ihnen im Juni 1943, unmittelbar vor dessen Liquidierung, die Flucht gelang. Gegen Bezahlung kamen sie bei einem polnischen Grundbesitzer unter und lebten bis zur Rückeroberung des Gebietes durch die Rote Armee im März 1944 versteckt in dessen Keller.
Im August 1945 kehrte Littner zusammen mit Janina, die er zwei Monate zuvor in Krakau geheiratet hatte, nach München zurück. Sie wohnten dort bei Christine Hintermeier, der Mitinhaberin der Briefmarkenhandlung, die Littner auf dessen Flucht und selbst noch im Ghetto mit Lebensmitteln und Geld versorgt hatte. Zwischen August und November 1945 schrieb er seine Erlebnisse unter dem Titel Mein Weg durch die Nacht. Ein Dokument des Rassenhasses nieder.
Sein Manuskript übergab er dem Münchener Verleger Kurt Desch. Aufgrund eines Gutachtens des Schriftstellers Rudolf Schneider-Schelde, der später Programmdirektor des Bayerischen Rundfunks wurde, fiel jedoch die Entscheidung, das Werk müsse vor einer Herausgabe grundlegend überarbeitet werden, da es „literarisch ohne den geringsten Wert“ sei. Der für die Überarbeitung vorgesehene Schriftsteller Karl Lerbs starb jedoch in der Zwischenzeit. Im April 1947 wurde Schneider-Schelde mit dem Münchner Neuverleger Herbert Kluger einig, das Buch zunächst einer redaktionellen Überarbeitung zu unterziehen und dann zu veröffentlichen. Die Überarbeitung übernahm auf Bitte Klugers der noch weitgehend unbekannte Wolfgang Koeppen, sodass das stark veränderte Werk 1948 unter dem Titel Aufzeichnungen aus einem Erdloch erscheinen konnte, teilfinanziert durch Littner. Es erwies sich jedoch damals als weitgehend unverkäuflich.
Im Juni 1947 wanderte Littner zusammen mit seiner Frau in die USA aus, wo er in Manhattan erneut eine Briefmarkenhandlung eröffnete und bis zu seinem Lebensende blieb.

## Zur Publikations- und Rezeptionsgeschichte
1985 erschien im Berliner Kupfergraben-Verlag ein Reprint der Aufzeichnungen aus einem Erdloch, dessen Vertrieb jedoch wenig später durch den Suhrkamp-Verlag, dessen Hausautor Koeppen seit den 1950er Jahren war, untersagt wurde. 1992 wurde das Buch schließlich im Suhrkamp-Verlag mit Koeppen als Autor unter dem leicht veränderten Titel Jakob Littners Aufzeichnungen aus einem Erdloch wiederveröffentlicht.
In seinem Vorwort dazu behauptete Koeppen, sein Roman basiere lediglich auf Notizen des Verlegers; eine schriftliche Vorlage Littners habe es nicht gegeben:

„Der Jude erzählte dem neuen Verleger, daß sein Gott die Hand über ihn gehalten habe. Der Verleger hörte zu, er notierte sich Orte und Daten. Der Entkommene suchte einen Schriftsteller. Der Verleger berichtete mir das Unglaubliche. Ich hatte es geträumt. Der Verleger fragte mich: „Willst du es schreiben?“

Der mißhandelte Mensch wollte weg, er wanderte aus nach Amerika. Er versprach mir ein Honorar, zwei Carepakete jeden Monat.

Ich aß amerikanische Konserven und schrieb die Leidensgeschichte eines deutschen Juden. Da wurde es meine Geschichte.“

1999 publizierte der Literaturwissenschaftler Reinhard Zachau in der Zeitschrift Colloquia Germanica erstmals Ausschnitte aus Jakob Littners Manuskript Mein Weg durch die Nacht, dessen Existenz bis dahin unbekannt gewesen, bestenfalls vage vermutet worden war. Zachau und vor allem Jörg Döring, der Verfasser einer Biografie über Koeppen in den Jahren 1933 bis 1948, wiesen anhand ausführlicher Vergleiche nach, dass Koeppen sich in seiner Bearbeitung des Stoffes eng an die Textvorlage Littners gehalten, gleichwohl aber einige bedeutende Änderungen (vor allem Simplifikationen und Dramatisierungen) vorgenommen hatte. Koeppen hat die Vorlage aber auch nach eigener Aussage dazu benutzt, „seine eigene (persönliche) Geschichte“ zu schreiben.

## Ausgaben
- Kurt Nathan Grübler (Hrsg.): Journey Through the Night. Jakob Littner’s Holocaust Memoir. Mit einem Vorwort von Reinhard Zachau. New York, London 2000.
- Koeppen, Wolfgang: Jakob Littners Aufzeichnungen aus einem Erdloch. Frankfurt am Main.: Jüdischer Verlag im Suhrkamp Verlag, 1992.
- Koeppen, Wolfgang: Jakob Littners Aufzeichnungen aus einem Erdloch. Frankfurt am Main.: Suhrkamp, 1994.
- Koeppen, Wolfgang: Jakob Littners Aufzeichnungen aus einem Erdloch. Roman. Mit einem Nachwort von Alfred Estermann. Frankfurt am Main.: Jüdischer Verlag im Suhrkamp Verlag, 2002.
- Littner, Jakob: Aufzeichnungen aus einem Erdloch. München: Kluger, 1948. (Reprint: Berlin: Kupfergraben Verlagsgesellschaft, 1985).
- Littner, Jakob: Mein Weg durch die Nacht. Mit Anmerkungen zu Wolfgang Koeppens Textadaption. Herausgegeben von Roland Ulrich und Reinhard Zachau. Berlin: Metropol Verlag, 2002.